# Torremolinos
Torremolinos is een gemeente in de Spaanse provincie Málaga in de autonome regio Andalusië met een oppervlakte van 20 km². In 2007 had Torremolinos 60.010 inwoners. De plaats ligt aan de Costa del Sol, 18 km ten zuidwesten van de plaats Málaga.
De naam Torremolinos betekent Torenmolens. Vroeger waren in deze regio veel watermolens, waarvan er nu nog één te zien is, de gerestaureerde Molino de Inca.
Zoals veel plaatsen aan de Spaanse kust is ook Torremolinos als klein vissersdorp ontstaan en in de jaren 50 van de 20e eeuw uitgegroeid tot eerste grote oord voor massatoerisme aan de Costa del Sol.

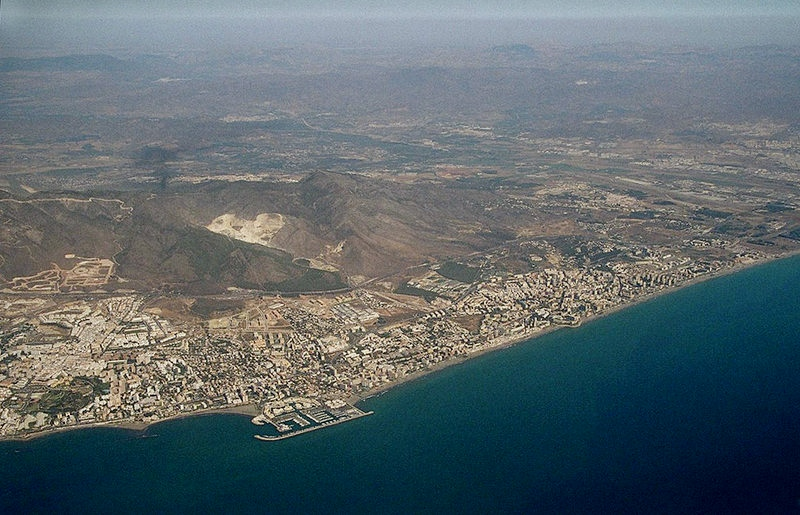
Luchtfoto van Benalmádena en Torremolinos

## Bekende inwoners
- Dick Holthaus, Nederlands modeontwerper
- Nina Zjivanevskaja, Russisch zwemster

## Demografische ontwikkeling
Bron: INE; 1857-2011: volkstellingen
Opm.: Tussen 1924 en 1988 maakte Torremolinos deel uit van de gemeente Málaga
1. ↑  Waar komt de naam Torremolinos vandaan?, Kosta, 23 juli 2018